# Bai Xue
Pour les articles homonymes, voir Bai.
Dans ce nom chinois, le nom de famille, Bai, précède le nom personnel.
Bai Xue (en chinois 白雪, née le 13 décembre 1988 au Heilongjiang) est une athlète chinoise, spécialiste des courses de fond et du marathon.

## Carrière
À 14 ans, elle réalise un temps de 2 h 37 min pour son premier marathon, une performance inimaginable pour une fille de cet âge. Son meilleur temps sur marathon est de 2 h 23 min 27 s, obtenu à Xiamen le 5 janvier 2008. Elle remporte la médaille d'or aux Championnats du monde de Berlin, en 2 h 25 min 15 s, devant la Japonaise Yoshimi Ozaki et l'Éthiopienne Aselefech Mergia.

## Palmarès
| Date | Compétition                  | Lieu      | Résultat | Discipline | Performance     |
| ---- | ---------------------------- | --------- | -------- | ---------- | --------------- |
| 2005 | Championnats d'Asie          | Incheon   | 1re      | 10 000 m   | 33 min 34 s 74  |
| 2005 | Championnats d'Asie          | Incheon   | 1re      | 5 000 m    | 15 min 40 s 89  |
| 2006 | Championnats du monde junior | Pékin     | 4e       | 5 000 m    | 15 min 37 s 12  |
| 2008 | Jeux olympiques              | Pékin     | 21e      | 10 000 m   | 32 min 20 s 27  |
| 2009 | Championnats du monde        | Berlin    | 1re      | Marathon   | 2 h 25 min 15 s |
| 2009 | Championnats d'Asie          | Guangzhou | 1re      | 10 000 m   | 34 min 11 s 14  |